# Brunkulslejerne i Søby
Brunkulslejerne i Søby er en dansk dokumentarisk optagelse.

## Handling
Optagelser fra Brunkulslejerne i Søby ved Herning. Arbejdet med brydning af brunkullet foregår med håndkraft. I barakbyen, hvor arbejderne bor, er der både købmand og isenkræmmer. Optagelserne er uden årstal.